# Cibotium barometz
Espèce
Statut CITES
Cibotium barometz est une espèce de fougères arborescentes de la famille des Cibotiaceae (ou des Dicksoniaceae selon certains auteurs).
Elle est présente en Asie du Sud-Est, notamment en Chine, en Inde et dans la région indo-chinoise.

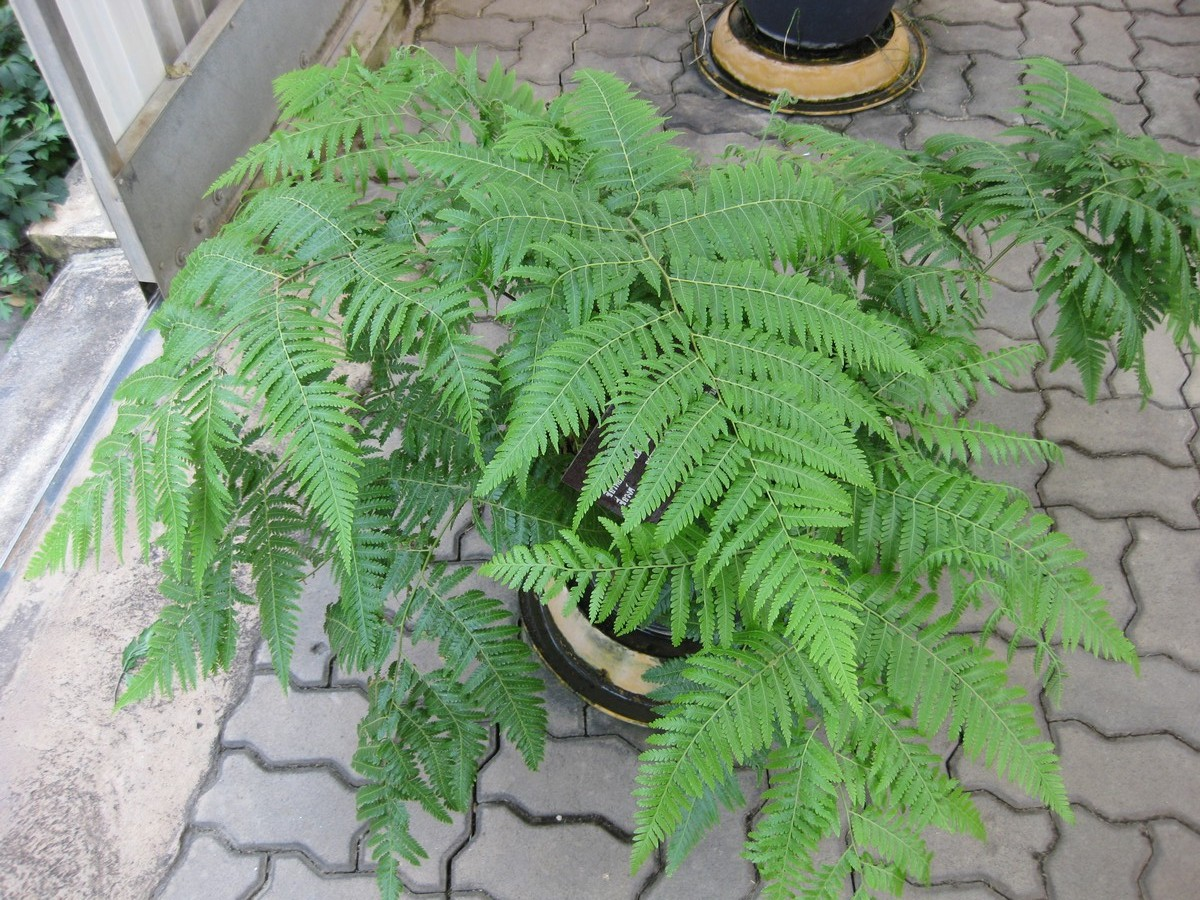
Cibotium barometz en pot, Jardin botanique de la reine Sirikit, Thaïlande

Cette espèce a été associée au mythe de l'Agneau de Tartarie, Agneau des Scythes ou Agneau végétal.
C'est une espèce en danger.

## Synonyme
- Polypodium barometz L.